# التلفزة بواسطة الهاتف المحمول

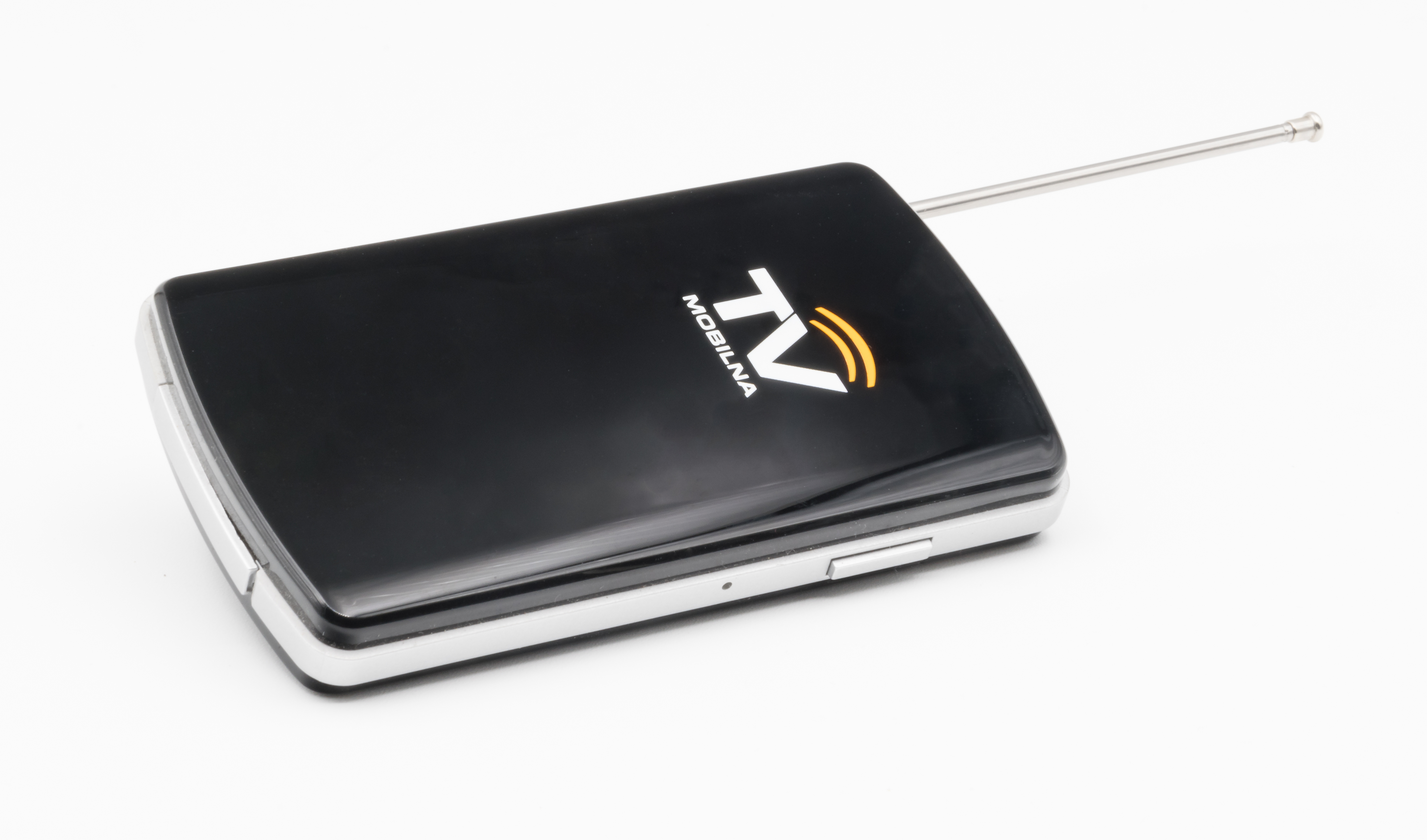
جهاز فك التشفير المحمول ام تي 5000

تلفاز المحمول Mobile TV أو تلفزة الجوال وهي تقنيات استقبال البث التلفزيوني التي يدعمها الجوال. ولها نوعين رئيسيين، يعتمد الأول على شبكات الجيل الثالث (3G) لتؤمن كلاً من الاستقبال الحي للبرامج أو استقبال البرامج بناءً على الطلب. كما يستطيع المستخدم تسجيل البرامج التي استقبلها لإعادة مشاهدتها متى شاء. ويتطلب ذلك قيام شركة الاتصالات ببث الأقنية التي تختارها عبر شبكة الجيل الثالث التابعة لها. أما النوع الثاني فيستقبل البث التلفزيوني الأرضي فقط ولا يتطلب من بث البرامج عبر شبكة الجيل الثالث.
DVB-T: وهي تقنية أوروبية للبث التلفازي الأرضي، لم تصمم أصلاً لبث التلفزة إلى الجوال، ومع ذلك فإن العديد من المنتجين استطاعوا استقبال إشارة الـ DVB-T وعرضها على جوالاتهم. ونظراً لأن الـ DVB-T لم تصمم للجوال، فإنها تستهلك قدراً كبيراً من طاقته. أما الجانب الجيد فيها فهو أنها لا تتطلب من شركة الاتصالات بث أقنية التلفاز على شبكتها، وبالتالي فلن يضطر المستخدم إلى دفع المال لمشاهدة برامج التلفاز على جواله، لكنها بالتأكيد تتطلب من قنوات التلفاز المحلية أن تبث برامجها على الـ DVB-T وهذا الأمر محقق في جميع الدول الأوروبية كما في العديد من دول الشرق الأوسط والأقصى.
DVB-H: وهي تقنية بث التلفزة إلى الجوالات، قامت نوكيا بتطويرها واعتمدها معهد الاتصالات الأوروبي منذ عام 2004. وعلى خلاف الـ DVB-T فقد صممت الـ DVB-H خصيصاً للجوالات مع مراعاة طاقتها المحدودة، حيث استطاعت الجوالات المستقبلة للـ DVB-H أن تستهلك عُشر الطاقة التي تستهلكها جوالات الـ DVB-T. كما تختلف التقنيتين عن بعضهما في طريقة العمل، إذ تقوم شركة الاتصالات باستقبال البث الحي للأقنية التي تختارها (فضائية أو أرضية) وإعادة بثها على شبكتها من الجيل الثالث لتتمكن الجوالات المتمتعة بميزة استقبال الـ DVB-H والمشتركة في هذه الخدمة من استقبال البث الحي لتلك الأقنية.
MediaFlo: وهي تقنية بث التلفزة إلى الجوالات التي طورتها شركة كوالكوم الأمريكية. وكما هو الحال في الـ DVB-H فإن شركات الاتصالات التي تبث التلفزة بواسطة الـ MediaFLO تقوم أيضاً باستقبال القنوات التي تختارها لتعيد بثها على شبكتها من الجيل الثالث. لكنها تمتاز على الـ DVB-H بأنها توفر للزبائن إمكانية طلب مشاهدة البرامج التي يرغبونها على جوالاتهم متى شاؤوا. تطبق الـ MediaFLO حالياً في الولايات المتحدة كما يجري التخطيط لتطبيقها في اليابان.
Sprint TV: وهي خدمة استقبال البث التلفزيوني على الجوال والمدعومة من قبل شركة سبرينت، توفر هذه الخدمة كل شيء من أخبار ورياضة وطقس وبرامج أطفال وتوفر أيضاً خدمة مشاهدة البرامج حسب الطلب.

## وصلات خارجية
- أحدث الجوالات الداعملة للـ DVB-H
- أحدث الجوالات الداعمة للـ MediaFlo
- الجوالات الداعمة للـ DVB-T